# Peperonota cristata
Peperonota cristata är en skalbaggsart som beskrevs av Gilbert John Arrow 1917. Peperonota cristata ingår i släktet Peperonota och familjen Rutelidae. Inga underarter finns listade i Catalogue of Life.